# 서정민 (1969년)
서정민(徐正敏, 1969년 10월 10일 ~ )은 전 KBO 리그 태평양 돌핀스의 외야수이며 데뷔 첫 해인 1992년 단 하나의 안타만 치고  시즌 중 방위 입대했으며 1995년 시범경기 사상 첫 선두타자 홈런을 기록하여 개막전부터 1번타자로 출전했으나 무릎부상 후유증 탓인지 3경기 무안타 삼진 6개를 당하는 등  부진을 면치 못해  시즌 도중 임의탈퇴 공시되어 은퇴했다.

## 출신학교
- 유신고등학교 (1988년 졸업)
- 홍익대학교 (1988학번-1992년 졸업)